# Aretaone
Aretaone (in greco Ἀρετάων) è una figura mitologica dell'Iliade (VI, v. 31); fu un guerriero troiano.
Aretaone fu ucciso da Teucro in un'azione bellica descritta nel libro VI dell'Iliade relativo all'incontro di Ettore e Andromaca.
()

## Omonimia e paternità
Nel poema omerico il nome identifica anche il padre dei tre guerrieri frigi Ascanio, Forci, Mori e Palmi.
- Secondo Apollodoro, Aretaone è il padre di Ascanio e Forci[4].
- Omero invece, riferisce solo che Forci era figlio di Fenope, il che fa sì che questo personaggio si possa ricondurre allo stesso del padre di Ascanio (Aretaone)[5].